# Latrocínio
Latrocínio é um crime tipo penal, em alguns sistemas jurídicos, derivado do crime de roubo — o crime-fim —, em que o homicídio é o crime-meio, ou seja, mata-se para roubar. Em países de direito britânico, está no delito de roubo. É considerado, sendo doutrinariamente, um crime complexo, aquele em que há dois tipos criminais para sua configuração (delito pluriofensivo).

## Tipificação no Direito brasileiro
Ocorre o latrocínio quando, para consumar o roubo, a violência empregada pelo agente causa a morte da vítima. Além da tipificação contida no artigo 157, §3º (in fine) do Código Penal Brasileiro, está ainda previsto no rol taxativo dos crimes hediondos (artigo 1º, II, da lei nº 8.072 de 1990).
"Art. 157, § 3º - Se da violência (…) resulta morte (latrocínio), a reclusão é de 20 a 30 anos, sem prejuízo da multa."
Figura, portanto, entre os delitos de maior pena privativa de liberdade, no país. Observe-se que neste caso o preso não tem direito à liberdade provisória, seja com ou sem pagamento de fiança.

### Caracterização
Para a configuração do tipo criminal - latrocínio - é preciso que se demonstre a vontade do agente (dolo) em matar a vítima para dela subtrair algo. No Brasil o evento morte (qualificadora) é admitida na modalidade culposa - ou seja, o agente não tinha a intenção de matar, mas a vítima veio a falecer.
Sendo o roubo um delito em que a violência contra a vítima integra o próprio conceito jurídico deste crime, o homicídio surge aqui como um qualificador - ou seja - dá ao delito razões para ampliação de sua pena mínima e máxima prevista abstratamente.
Imprescindível, portanto, para configurar o latrocínio a lesão a dois direitos: a vida e o patrimônio.

### Forma tentada
Ao largo da forma consumada do delito, admite-se ainda a tentativa de latrocínio. Neste caso, o sistema jurídico brasileiro - através de decisões da sua Corte Suprema, construiu o entendimento seguinte, resumido nas fórmulas:
Tentativa
- Quando o autor tenta roubar e tenta matar - latrocínio tentado;
- Quando efetua o roubo e tenta matar - latrocínio tentado.

Consumação
- Quando mata e rouba - latrocínio consumado;
- Quanto mata e tenta roubar - latrocínio consumado.

Parte da doutrina, entretanto, sustenta que por ser um crime complexo para ser configurado como consumado é necessário a realização plena de ambos os delitos (meio e fim), como ocorre em Júlio Fabrini Mirabete ("no crime complexo, consuma-se o crime quando estiverem inteiramente realizados os crimes componentes" e Damásio Evangelista de Jesus (para quem há tentativa quando apenas um dos delitos integrantes do crime complexo se consuma).